# United States of Mind
Covenant's fjärde fullängds skiva och den första släppt av Covenant med skivmärket Metropolis. Skivan släpptes i februari år 2000.

## Låtlista
| Nr  | Titel                       | Längd | Notering |
| --- | --------------------------- | ----- | -------- |
| 1.  | Like tears in rain          | 5:51  |          |
| 2.  | No man's land               | 5:06  |          |
| 3.  | Afterhours                  | 5:02  |          |
| 4.  | Helicopter                  | 5:44  |          |
| 5.  | Tour de force               | 4:46  |          |
| 6.  | Unforgiven                  | 4:43  |          |
| 7.  | Humility                    | 4:35  |          |
| 8.  | Dead stars [version]        | 4:50  |          |
| 9.  | One world one sky           | 5:01  |          |
| 10. | Still life                  | 6:50  |          |
| 11. | You can make your own music | 4:33  |          |